# Chrome ウェブストア

ロゴタイプ

Chrome ウェブストア（クローム・ウェブストア）（CWSと省略される）は、GoogleのGoogle Chromeウェブブラウザのためのオンラインストアである。CWSは2019年現在で、190,000以上のウェブアプリと拡張機能をホストしている。

## 歴史
2010年5月19日の発表で今年後半に開設するとGoogleが発表しており、その後の2010年12月に公にされ、2011年2月11日にGoogle Chrome 9.0のリリースと同時にオープンされた。2012年6月現在、CWSにホストされているコンテンツは、総計7億5,000万回インストールされている。
いくつかの拡張機能の開発者達は拡張機能をアドウェアを仕込むサードパーティに売り渡していたが、2014年、Googleは、2つのそのような拡張機能をCWSから取り除いた。次の年、Googleは自身のウェブサイトにアクセスする5パーセントの訪問者が、アドウェアを含む拡張機能からアラートを受けていたことを認めた。

## マルウェア
マルウェアは、依然としてCWSの問題であり続けている。2018年1月、セキュリティ専門家は、4つの悪意のある拡張機能が500,000回以上ダウンロードに組み合わされていたことを発見した。
Chromeは、CWSにホストされている拡張機能に加え、便利さのために、開発者のウェブサイトから拡張機能をインストールすることを許可していた。しかし、これはマルウェアの要因であったため、2018年に取り除かれている。